# Ottone Schanzer
Ottone Schanzer (Vienna, 18 aprile 1877 – Roma, 2 febbraio 1956) è stato un letterato e librettista austriaco naturalizzato italiano. 
Funzionario ministeriale del Regno d’Italia, viene ricordato per le sue traduzioni dal tedesco all'italiano dei libretti delle opere liriche di Richard Strauss.

## Biografia
Ottone Schanzer nasce a Vienna il 18 aprile 1877, figlio di Ludwig Schanzer (1832-1886), di professione avvocato e di Amalie Pauline Grünberg (1845-1918), pianista e allieva di Franz Liszt. I due si sposarono nel 1863 e dalla loro unione nacquero Carlo (1865-1953), Roberto (1872-1954), Alice (1873-1936) e, infine, Ottone. La famiglia visse a Vienna fino al 1879 e successivamente si trasferì in Italia, prima a Milano e poco dopo definitivamente a Roma. Ludwig ed Amalia si conobbero nella capitale asburgica, dove la famiglia Grünberg, appartenente alla classe medio borghese, era piuttosto nota nella società viennese di allora. I Grünberg, infatti, si distinguevano anche per uno spiccato interesse musicale: tale predilezione avrebbe consentito ad Amalia di studiare con Franz Liszt e di diventare una eccellente pianista; anche il fratello di Amalia, Eugen, si distinse dapprima come violinista presso la Boston Symphony Orchestra e successivamente come direttore del New England Conservatory sempre nella stessa città americana.
Dopo il trasferimento in Italia, il padre avrebbe contribuito finanziariamente ai lavori per i piani di bonifica del territorio , entrando in contatto con personalità di rilievo come Cesare Correnti e Giovanni Giolitti. In particolare tra la famiglia Schanzer e la famiglia Giolitti, si creò un rapporto di amicizia molto solido: le due signore, Amalia e Rosa, erano solite frequentarsi, le giovani signorine Alice Schanzer ed Enrichetta Giolitti erano in confidenza e i due figli minori Ottone Schanzer e Federico Giolitti trascorrevano i loro pomeriggi insieme tra merende e momenti di svago..
Su interessamento del fratello Carlo, Ottone fu assunto (1896) presso la Biblioteca del ministero degli Esteri. Iscrittosi alla facoltà di Giurisprudenza a Roma, si laureò nel 1903 e nello stesso anno venne assunto dall’Ispettorato generale dell’industria e del commercio presso il ministero dell’Agricoltura, dell'Industria e del Commercio. Proseguì la sua carriera con vari incarichi di funzionario presso numerosi uffici ministeriali, fino alla pensione, nel 1946: ministero delle Colonie (1916), ministero dell’Economia nazionale (1923), ministero dell’Agricoltura e delle Foreste (1929), ministero delle Corporazioni (1930), ministero per gli Scambi e le Valute (1936), ministero dell’Industria, del Commercio e del Lavoro (1944), ministero del Commercio con l’estero (1945).
Da sempre appassionato di studi letterari e musicali, Ottone si dedicò, parallelamente ai suoi impegni lavorativi, alla stesura di componimenti poetici, di testi per musica e scrisse articoli di critica letteraria e musicale su varie riviste italiane. Di particolare rilievo però sono i suoi lavori di traduzione in versione ritmica in lingua italiana dei libretti delle opere liriche di Richard Strauss.
Oltre alla trentennale collaborazione con Richard Strauss, egli scrisse testi per musica anche per altri compositori, tra cui Alberto Gasco e Bruno Barilli. Per Alberto Gasco produsse alcune liriche poi confluite nella raccolta miscellanea Poemi della notte e dell’aurora (1909) e intitolati: Notte, La ninna nanna del piccolo Re, Ballata d’un tempo lontano, Meditazione. Sempre per Gasco lo Schanzer scrisse Astrea - Visione mistica (1905) e La leggenda delle sette torri (1913), un libretto ispirato a due lavori pittorici di Dante Gabriele Rossetti. Per Bruno Barilli invece scrisse l’opera in tre atti intitolata Medusa (1910-1913), dalla quale Giannotto Bastianelli trasse ispirazione per una Sonata per violino e pianoforte.
Sono oltre cento - a partire dal 1903 - le missive indirizzate da Ottone alla famiglia Galimberti residente a Cuneo e oggi conservate presso il Museo Casa Galimberti dell'omonimo capoluogo piemontese. Ottone Schanzer partecipò sempre con vicinanza e affetto alle vicende familiari, anche a quelle legate all’assassinio per mano fascista del nipote Duccio Galimberti, il martire della resistenza italiana, figlio della sorella Alice Schanzer. Ancora anni dopo quell'omicidio, il 30 aprile 1949, durante un ascolto radiofonico del Concerto funebre per Duccio Galimberti, composto da Giorgio Federico Ghedini, Ottone scrisse:
«Quanti cuori avranno pianto, jeri, ascoltando quelle ispirate note e pensando a quella fiorente giovinezza data in olocausto ad un così sublime ideale e così barbaramente spezzata. Anche lo Zio Carlo ha ascoltato jeri, con viva emozione la musica del Ghedini».
Morì a Roma il 2 febbraio 1956 e venne sepolto nel cimitero del Verano.

## Traduzioni dei libretti di Richard Strauss

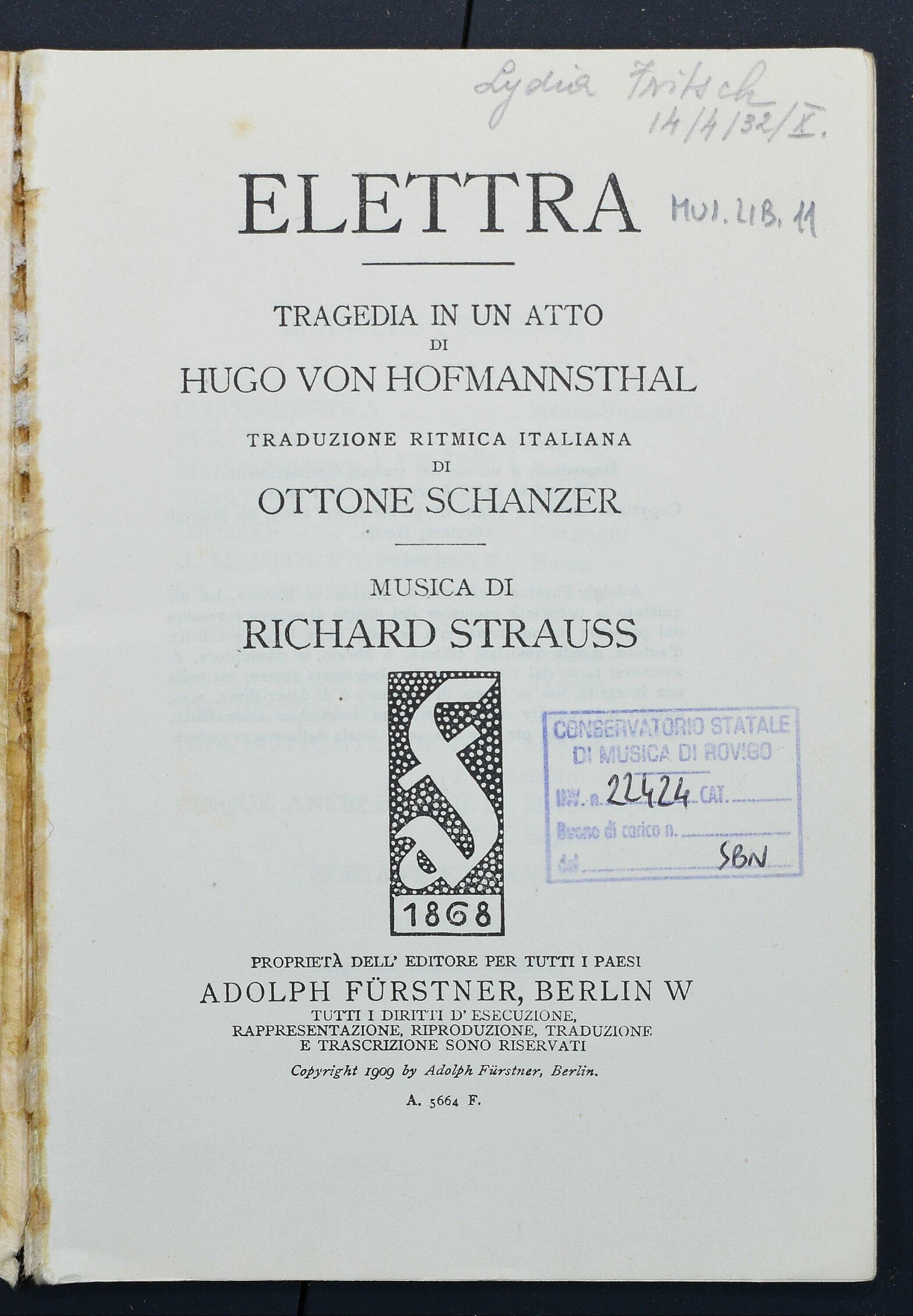
Libretto di Elektra con traduzione in lingua italiana di Ottone Schanzer

La collaborazione tra Richard Strauss e Ottone Schanzer ebbe una durata trentennale. Secondo alcuni studiosi il rapporto tra i due sarebbe iniziato nel 1908, mediato l'anno precedente dal lavoro di traduzione dell'Elektra di Hugo von Hofmannsthal realizzato da Ottone Schanzer. Quest'ultimo, l'11 ottobre 1907, riferì alla sorella Alice di essere molto occupato in quei giorni con la traduzione della Elektra di Hofmannsthal, «un giovane scrittore molto in voga in Austria e Germania» e che Ottone avrebbe voluto far conoscere anche in Italia. Invece, in una lettera del febbraio 1908 , lo stesso Strauss scrisse a Hofmannsthal dell'incontro a Roma con Ottone «A Roma ho parlato col dr. Schanzer, che ha preparato la migliore traduzione di Elektra e non riesce a pubblicarla. Elektra procede alacremente». Tutte le traduzioni di Schanzer sono versioni ritmiche, ovvero traducono il piede ritmico quantitativo della metrica tedesca in quella accentuativa italiana.
Di seguito sono elencate le opere di Richard Strauss con la relativa data di pubblicazione delle traduzioni in italiano realizzate da Ottone Schanzer:
- Feuersnot (1912)
- Salomè (1924)
- Elektra (1909)
- Der Rosenkavalier (1911)
- Ariadne auf Naxos (2. versione, 1925)
- Intermezzo (1925)
- Die ägyptische Helena (1928-1930)
- Arabella (1935)
- Die schweigsame Frau (1936)

## Opere
- Ode a John Ruskin (1904)
- Le notti di Capri (1921)
- Astrea (1905)
- Poemi della notte e dell’aurora (1909)
- Beatrice Cenci (1910)
- Medusa (1910-1913)
- La leggenda delle Sette Torri (1913)
- Maurice Allou (1921)
- Un grande neoromantico tedesco Ernst Hardt (1928)